# 算牌手
《算牌手》（英語：The Card Counter）是一部2021年美國犯罪劇情片，由保羅·許瑞德執導兼編劇，奧斯卡·伊薩克、蒂芬妮·哈戴許、泰·謝里丹以及威廉·達佛主演；馬丁·史柯西斯任職執行製片人。此片為伊薩克及謝里丹繼《X戰警：天啟》（2016年）後相隔五年再度合作。劇情講述一名前軍事審訊者被過去的陰影纏身，踏上成為賭徒的不歸之路。
電影2021年9月2日登上第78屆威尼斯影展舉行全球首映，2021年9月10日由焦点影业安排於美國發行。

## 演員
- 奧斯卡·伊薩克飾演威廉·泰爾（William Tell）
- 蒂芬妮·哈戴許飾演拉·琳達（La Linda）
- 泰·謝里丹飾演齊克（Cirk）
- 威廉·達佛飾演約翰·戈多市長（Major John Gordo）

## 製作
《算牌手》由保羅·許瑞德自編自導，奧斯卡·伊薩克於2019年10月簽約主演。2020年1月，許瑞德宣布泰·謝里丹、蒂芬妮·哈戴許和威廉·達佛加入演出陣容。
電影2020年2月24日在密西西比州比洛克西展開主要拍攝。2020年3月16日，一名從洛杉磯飛來的小配角演員被檢驗出COVID-19陽性反應，使拍攝在五天後暫停。拍攝於2020年7月6日恢復，7月12日宣告殺青。

## 發行
《算牌手》在2021年9月10日美國院線上映。2020年7月，焦点影业取得電影的美國發行權。電影2021年9月2日登上第78屆威尼斯影展舉行全球首映。

## 外部連結
- 官方网站
- 互联网电影数据库（IMDb）上《算牌手》的资料（英文）